# Viasat Nature/Crime
Viasat Nature/Crime (også refereret under to forskellige navne, Viasat Nature og Viasat Crime, da de deler kanalplads), er en tv-kanal som ejes af Viasat.
Kanalen har sin oprindelse i TV6, en svensk kvindekanal, der startede i 1994. I 1998 blev kanalen forvandlet til en pan-nordisk betalings-kanal, der viste dokumentarfilm fra 06.00 til 21.00 under navnet "TV6 Nature" og derefter actionfilm og-serier fra 21.00 til midnat under navnet "TV6 Action". I 2002 blev kanalen omdøbt og blev Viasat Nature/Action. I 2005 blev kanalen lanceret under dagens navn. Viasat Nature/Crime viser natur- og dyre- programmer hver dag mellem 06.00 til 20.00. Fra 20.00 til 00.00 vises krimiserier.